# Górowo Iławeckie (gromada)
Górowo Iławeckie – dawna gromada, czyli najmniejsza jednostka podziału terytorialnego Polskiej Rzeczypospolitej Ludowej w latach 1954–1972.
Gromady, z gromadzkimi radami narodowymi (GRN) jako organami władzy najniższego stopnia na wsi, funkcjonowały od reformy reorganizującej administrację wiejską przeprowadzonej jesienią 1954 do momentu ich zniesienia z dniem 1 stycznia 1973, tym samym wypierając organizację gminną w latach 1954–1972.
Gromadę Górowo Iławeckie z siedzibą GRN w mieście Górowie Iławeckim (nie wchodzącym w jej skład) utworzono – jako jedną z 8759 gromad na obszarze Polski – w powiecie iławeckim w woj. olsztyńskim na mocy uchwały nr 14 WRN w Olsztynie z dnia 4 października 1954. W skład jednostki weszły obszary dotychczasowych gromad Sołtysowizna, Paustry, Krasnołąka, Piasty Małe, Deksyty i Gruszyny ze zniesionej gminy Górowo Iławeckie w tymże powiecie. Dla gromady ustalono 10 członków gromadzkiej rady narodowej.
1 stycznia 1958 do gromady Górowo Iławeckie włączono obszar zniesionej gromady Dęby, wsie Woryny, Wiewiórki i Wojmiany, osady Migi i Goszki oraz PGR Migi ze zniesionej gromady Woryny, a także wieś Dwórzno oraz osady Suszyna, Żołędnik i Ejdele ze zniesionej gromady Dwórzno w tymże powiecie.	
1 stycznia 1959 powiat iławecki przemianowano na powiat górowski.
1 stycznia 1959 powiat iławecki przemianowano na powiat górowski.
31 grudnia 1961, w związku ze zniesieniem powiatu górowskiego, gromada weszła w skład powiatu bartoszyckiego w tymże województwie.
31 grudnia 1967 do gromady Górowo Iławeckie włączono części obszarów wsi Dzierzno i Głamsiny (588 ha) z gromady Gałajny w tymże powiecie.
30 czerwca 1968 do gromady Górowo Iławeckie włączono wieś Paprocina, PGR-y Saruny, Świadki Górowskie, Wągniki, Wągródka, Worławki oraz kolonię Katławki ze zniesionej gromady Bukowiec w tymże powiecie.
22 grudnia 1971 do gromady Górowo Iławeckie włączono obszar zniesionej gromady Gałajny oraz miejscowości Reszkowo i Zięby ze zniesionej gromady Pluty w tymże powiecie.
1 stycznia 1972 z gromady Górowo Iławeckie wyłączono część wsi Sołtysowizna (108 ha), włączając ją do miasta Górowo Iławeckie w tymże powiecie.
Gromada przetrwała do końca 1972 roku, czyli do kolejnej reformy gminnej. 1 stycznia 1973 – tym razem w powiecie bartoszyckim – reaktywowano gminę Górowo Iławeckie.